# ミューレン

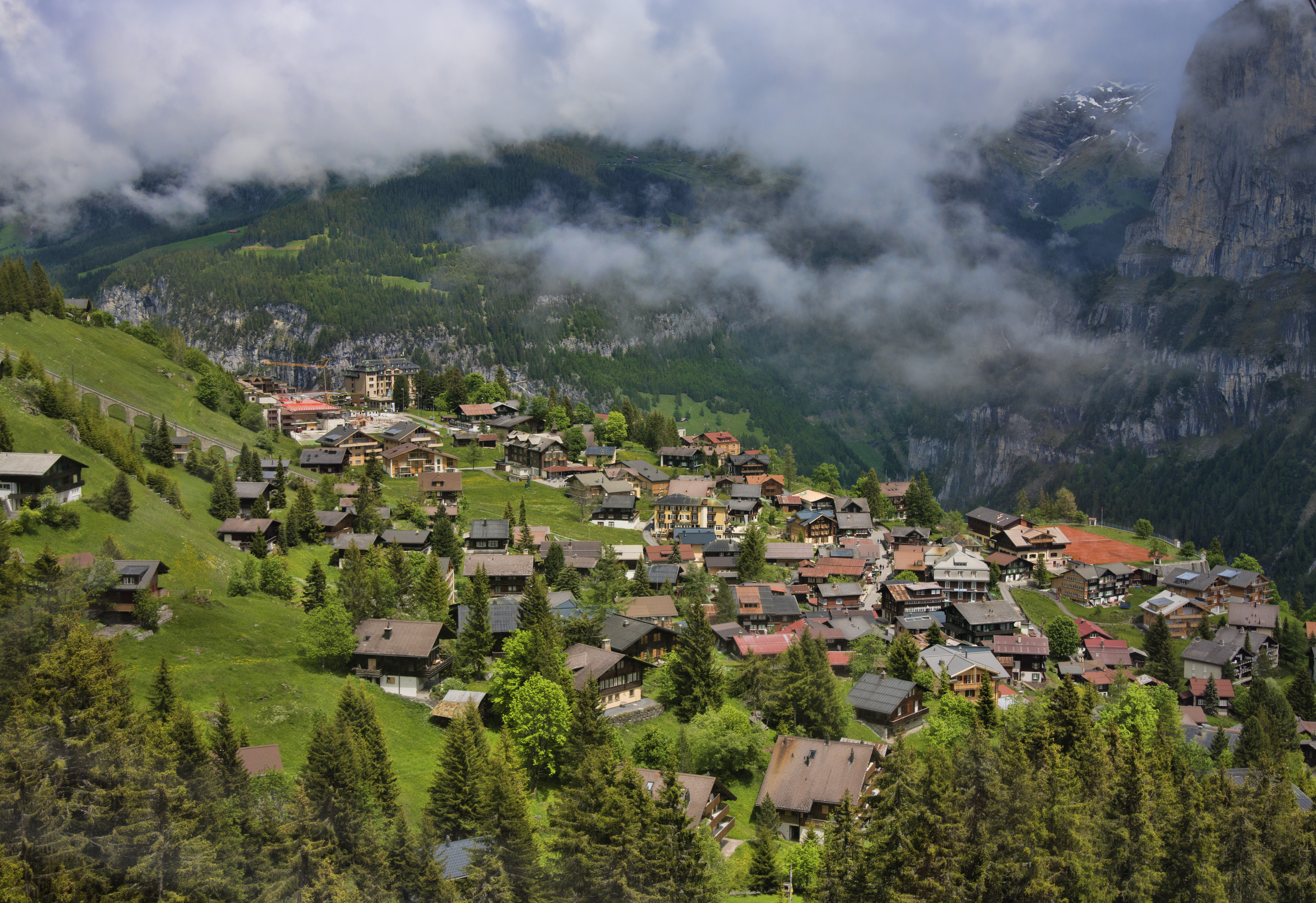
ミューレン

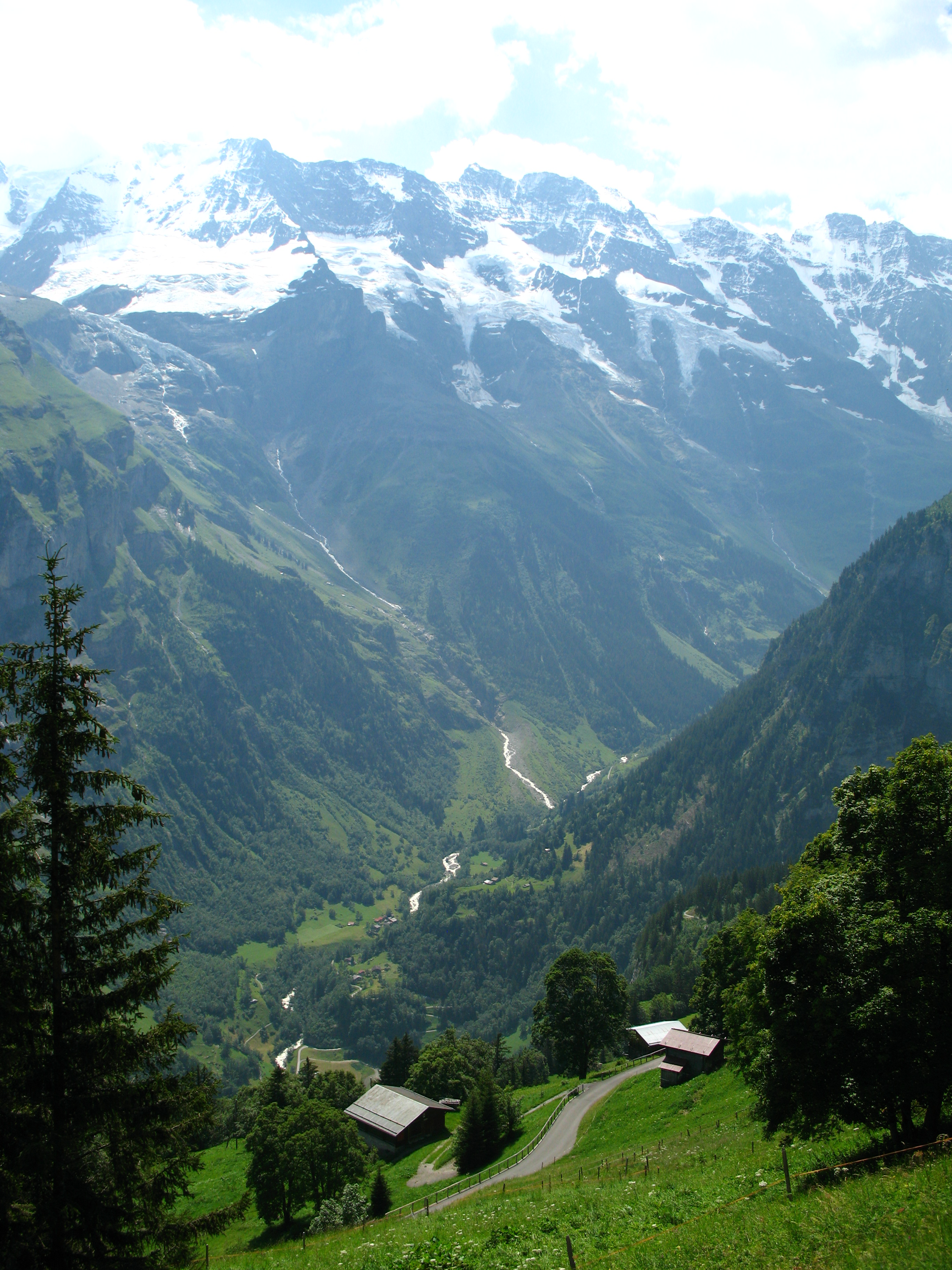
ミューレンのNiedenmatten（道路）からギンメルヴァルトの眺め

ミューレン（ドイツ語: Mürren）は、スイスのベルナー・オーバーラントにある伝統的なウァルザーの山村であり、海抜1,650 m (5,413 ft.)。公道は通じていない。年間通じて観光客が訪れ、村の周囲に聳えるアイガー、メンヒ、ユングフラウの3つの山の視界が有名である。村の人口は450人で、2,000人分の宿泊施設がある。
ミューレンには独自の学校、2つの教会（1つは改革派教会、もう1つはカトリック教会）がある。

## 交通

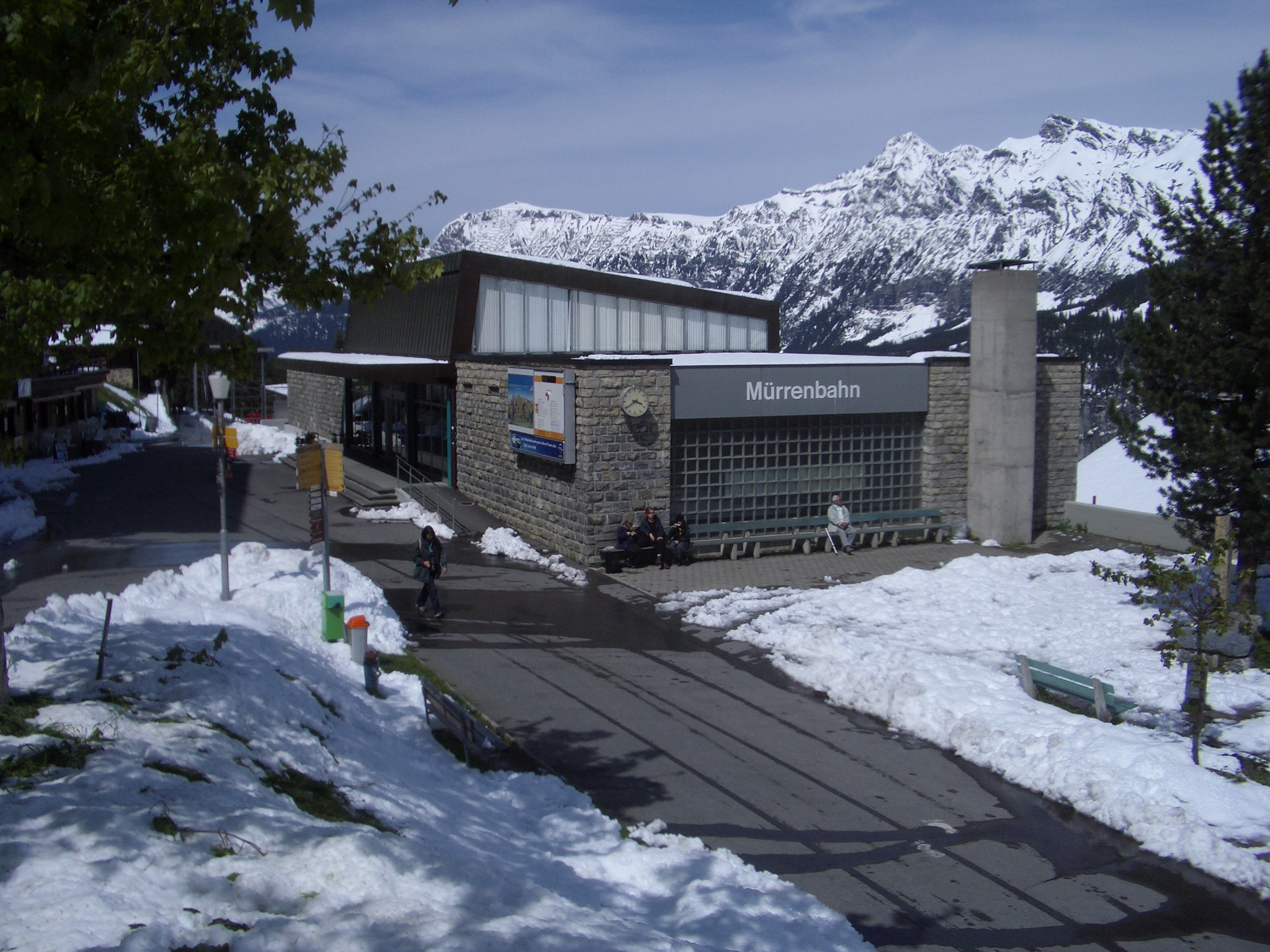
ラウターブルンネン＝ミューレン山岳鉄道の終着駅であるミューレン駅

ラウターブルンネン・シュテッヘルベルク＝ミューレン＝シルトホルン（LSMS）として知られる4つの連続したケーブルカーは、ミューレンから坂を下りギンメルヴァルト、シュテッヘルベルク、坂を上ってシルトホルンの頂上と回転レストランのピッツ・グロリアを結ぶ。これは、1969年にリリースされたジェームズ・ボンド『女王陛下の007』の主要なロケ地となった。この中でボンド（ジョージ・レーゼンビー）は、エルンスト・スタヴロ・ブロフェルド（テリー・サバラス）の本拠地からうまく逃れ、彼のガールフレンド・トレーシー（ダイアナ・リグ）の運転する車に乗ったブロフェルドの部下からも逃げ切った。ミューレンとシュテッヘルベルクを直接結ぶケーブルカーもあるが、これは貨物輸送専用である。ミューレンはまた、ラウターブルンネン＝ミューレン山岳鉄道によってラウターブルンネンとも結ばれる。これは、狭軌鉄道と接続するロープウェイによって構成されている。アルメントハベルバーン・ケーブルカーの下の駅でもある。

## レクリエーション

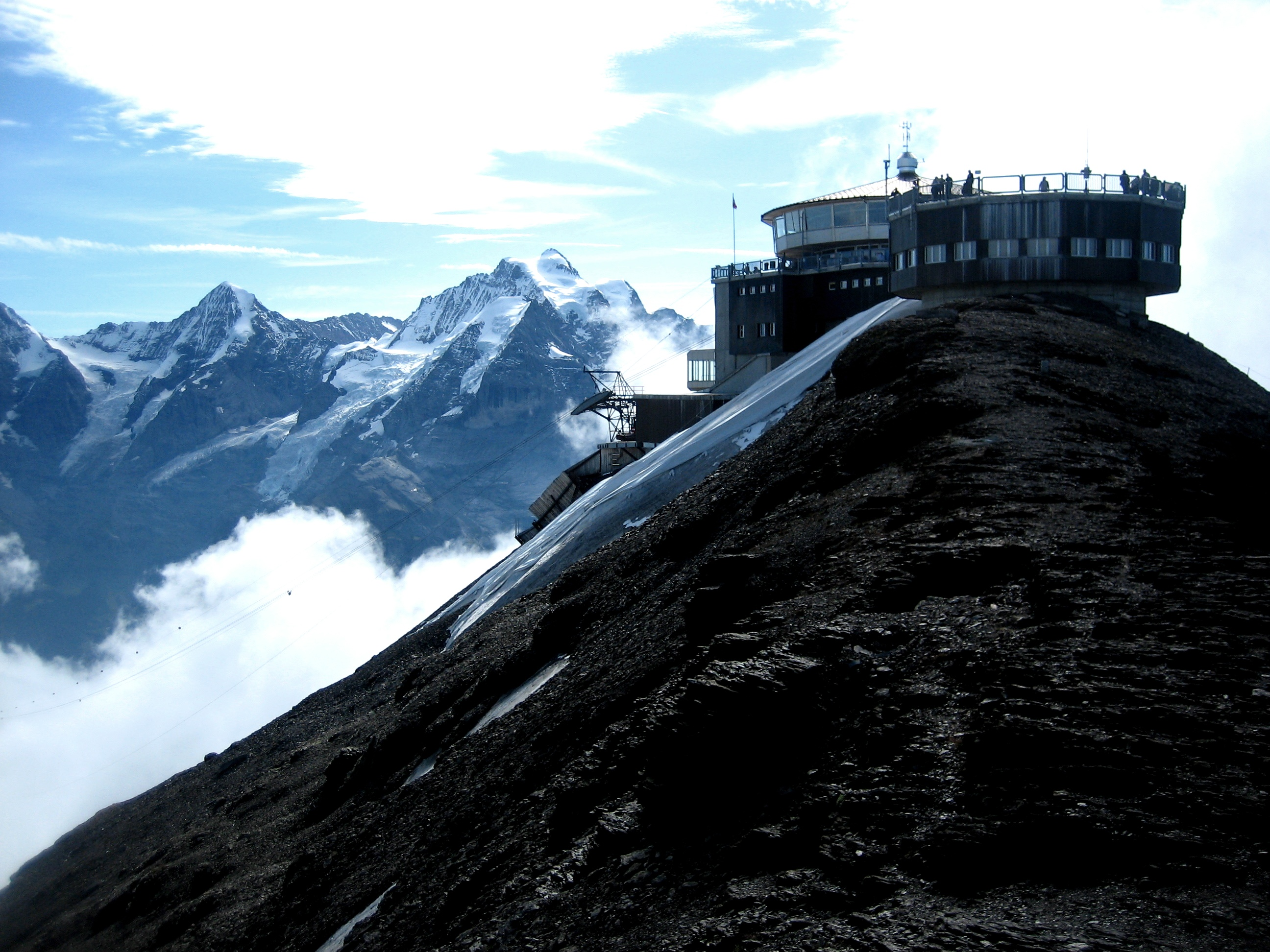
シルトホルン

ミューレンには、14のスキー・リフト（6つのケーブルカー、7つのチェア・リフト、3つの鉄道、2つのドラッグ・リフト）の付いた全長52 km (32 mi.) のスキーコースがある。コースから外れたスキーも可能だが、ガイドが時々必要となる。スキーもできるが、そりも人気である。ミューレンからギンメルヴァルト（ギンメルヴァルトの短い小道を通り、ケーブルカーでミューレンに帰ることができる）、ハイキングとそりのために利用されるギンメルンまでの道を含む、そりに使用される多くの小道が存在する。「ボブラン」（ボブスレーのコース）もそりやハイキングに使用され、スキー学校によってスキーのコースとしても使用される。
村内には、25mのスイミングプール、テニスコート、体育館のある大きなスポーツセンターが存在する。ここには、テニスコートと、カーリングに使用されるスケートリンクがある。テニスコートは夏の数ヶ月間、ミニゴルフ場となる。スポーツシャレーの近くにもテニスコートがある。

## 政治
ミューレンは、ベルン州のインターラーケン地区に位置し、ウェンゲン、イーゼンフルー、ギンメルヴァルト、シュテッヘルベルク、ラウターブルンネンとラウターブルンネン行政区に入っている。教区は谷の全てをカバーしている。

## ホテル
ミューレンには、ホテル・アルピナ、ホテル・アルペンルー、ホテル・エーデルワイス、ホテル・アルペンブリック、ホテル、ユングフラウ、ホテル・ブルメンタール、アイガー・ゲストハウス、アイガー・スイス・クオリティ・ホテル、スポーツシャレー、ホテル・レジーナを含む多くのホテルが存在する。

## 歴史

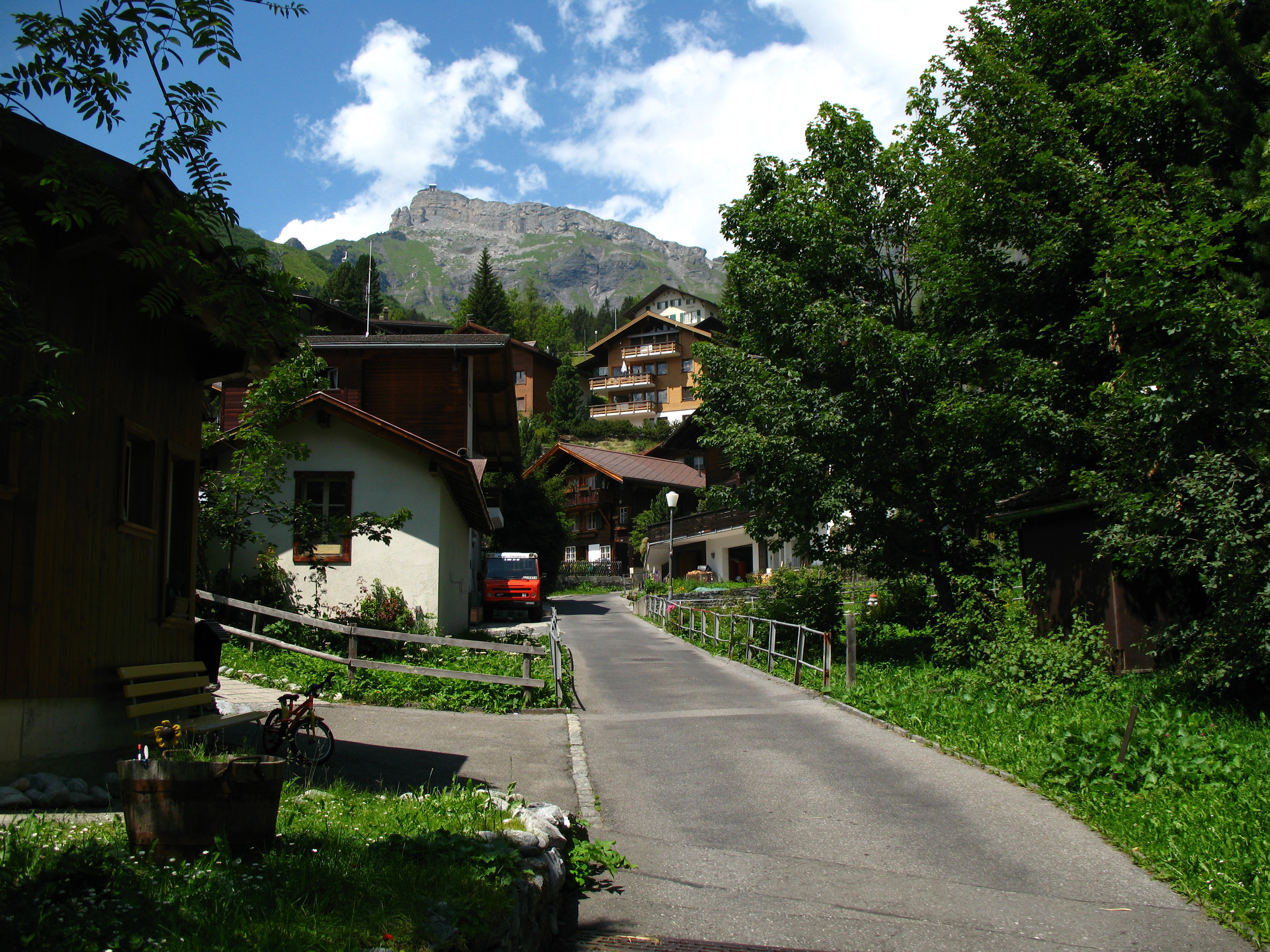
ミューレンの道

ミューレンはもともと農村である。しかし、一年中観光客が訪れるようになり、大きさが増し豊かになった。冬に最初の英国人観光客が訪れた1911年以来、観光とウィンタースポーツはミューレンの歴史において重要なものとなっている。1924年には、カンダハル・スキー・クラブがサー・アーノルド・ランと他8人の英国人スキーヤーによって設立された。このクラブは、1911年のカンダハル・チャレンジ・カップのロバーツから名をとっている。この世界のダウンヒル・スキー・レースの上級チャレンジ・カップは、ロバーツ卿によって行われた。彼は、第二次アングロ＝アフガン戦争のカンダハルの戦いで決定的な勝利を収めた。
1928年にはインフェルノ・スキーレースが設立され、今日まで続いている。国際インフェルノ・レースは、回転やダウンヒルを含む長さ（15.8 km, 9.8 mi.）の世界最長・最大のクロス・カントリー・スキーレースである。